# Maurentius Sofus Viðstein

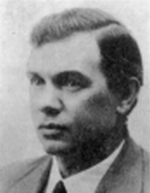
Maurentius Sofus Viðstein

Maurentius Sofus Viðstein (* 10. Dezember 1892 in Tórshavn, Färöer; † 17. Mai 1971 ebenda) war färöischer Publizist (Sosialurin) und Mitbegründer der sozialdemokratischen Partei (Javnaðarflokkurin).
Maurentius war der Sohn von Christina, geb. Joensen aus Selatrað und J. Poul Andreas Jacobsen (Dia við Stein) aus Tórshavn. Verheiratet war er mit Helga, geb. Hansen aus Nólsoy. Viðstein fuhr zur See und war Arbeiter, bis er Journalist und Drucker wurde.
1928–1936 saß er als Abgeordneter im färöischen Parlament, dem Løgting. 1925–31 war er Vorsitzender der färöischen Gewerkschaft (Føroya Arbeiðarafelag), 1925–34 Chefredakteur von Føroya Sosialdemokrat (heute Sosialurin) und 1926–36 erster Vorsitzender der färöischen Sozialdemokraten.
Viðstein war Anhänger der 3. Internationale und brach 1936 mit seiner Partei, die sich an der skandinavischen Sozialdemokratie orientierte. 1939–43 war er Herausgeber der Zeitung Nýtt land í Dagblaðnum und von 1947 bis zu seinem Tode Chefredakteur der Zeitung Dagblaðið.

## Werke
- 1941 − Eirika (Kurzgeschichten)
- 1942 − Sól til viðar gongur (Gedichtsammlung)
- 1970 − Smásøgur úr Sundalagnum (Kurzgeschichten)
- 1983 − Horvnar Havnarmyndir